# 4154 Rumsey
4154 Rumsey eller 1985 NE är en asteroid i huvudbältet som upptäcktes den 10 juli 1985 av det nyzeeländska astronomparet Pamela M. Kilmartin och Alan C. Gilmore vid Mount John University Observatory. Den är uppkallad efter Norman J. Rumsey.
Asteroiden har en diameter på ungefär 6 kilometer.